# مسند ابویعلی موصلی

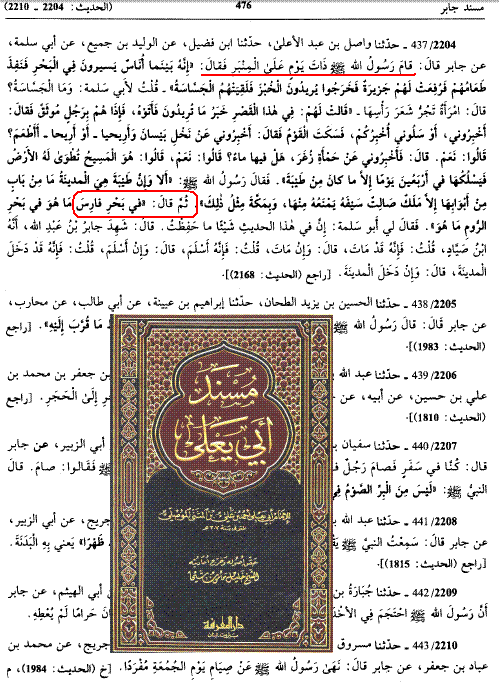
PERSIAN GULF IN THE HOLLY BOOK and Mosnad abi Yala al mousuly

مسند ابویعلیٰ موصلی مهم‌ترین اثر ابویعلی موصلی محدث حنفی است. این مسند شامل ۷۵۵۵ حدیث است. این اثر در کنار مجموعه‌های بزرگ و معتبر حدیثی مانند صحاح سته و مسند احمد بن حنبل اعتبار ویژه‌ای دارا و از کتاب‌های درسی بوده‌است. طرق روایت آن از دو طریق بوده: نخست روایت ابن مقری معروف به «مسند کبیر» و دوم روایت ابوعمرو بن حمدان مشهور به «مسند صغیر».